# セーレン・ラーセン
セーレン・ラーセン（Søren Larsen, 1981年9月6日 - ）は、デンマーク・キューゲ出身の元同国代表サッカー選手である。現役時代のポジションはフォワードで、主にセンターフォワード。長身を武器にしたポストプレーやヘディングが持ち味。

## 経歴
2005年夏、移籍金230万ユーロでシャルケ04に移籍した。シャルケ04には同じデンマーク代表のFWエッベ・サンドやMFクリスティアン・ポウルセンがおり、ライバルとなるフォワードのポジションには移籍金700万ユーロでFWケヴィン・クラニーが新加入していた。移籍当初はレギュラーとはみなされていなかったが、2005-06シーズンは9節までに5得点を奪う活躍で、クラブの開幕10戦無敗を牽引した。リーグ戦の先発出場は11試合とさほど多くなかったが、クラニーと並ぶ10得点を決めた。
しかし、2006年夏にFWハリル・アルトゥントップや同じデンマーク代表のFWペーター・レーヴェンクランズが加入すると、クラニー、アルトゥントップ、レーヴェンクランズ、FWゲーラルド・アサモアに次ぐ5番手のフォワードに降格し、1試合も先発出場することはなく、総出場時間は179分にとどまった。2007-08シーズンも4番手あるいは5番手フォワードという立場には変わりがなく、10試合出場（先発2試合）無得点に終わった。
2008年夏にトゥールーズFCに完全移籍したが、2008-09シーズンはFWアンドレ＝ピエール・ジニャックが不動のレギュラーとして24得点で得点王を獲得する活躍を見せたため、ラーセンにはほとんど出場機会がなかった。MSVデュースブルクやフェイエノールトへの期限付き移籍を経て、2011年7月に2年残っていた契約をクラブとの合意の上解除した。
同月13日、母国のオーフスGFに加入。2014年2月18日、膝の故障のため現役を引退することを表明した。

## 代表歴

### 出場大会
- デンマーク代表
  - 2010 FIFAワールドカップ

### 試合数
- 国際Aマッチ 20試合 11得点（2005年-2010年）[2]

| デンマーク代表 | 国際Aマッチ | 国際Aマッチ |
| 年             | 出場        | 得点        |
| -------------- | ----------- | ----------- |
| 2005           | 7           | 6           |
| 2006           | 2           | 0           |
| 2007           | 1           | 0           |
| 2008           | 2           | 2           |
| 2009           | 5           | 3           |
| 2010           | 3           | 0           |
| 通算           | 20          | 11          |